# Salteado

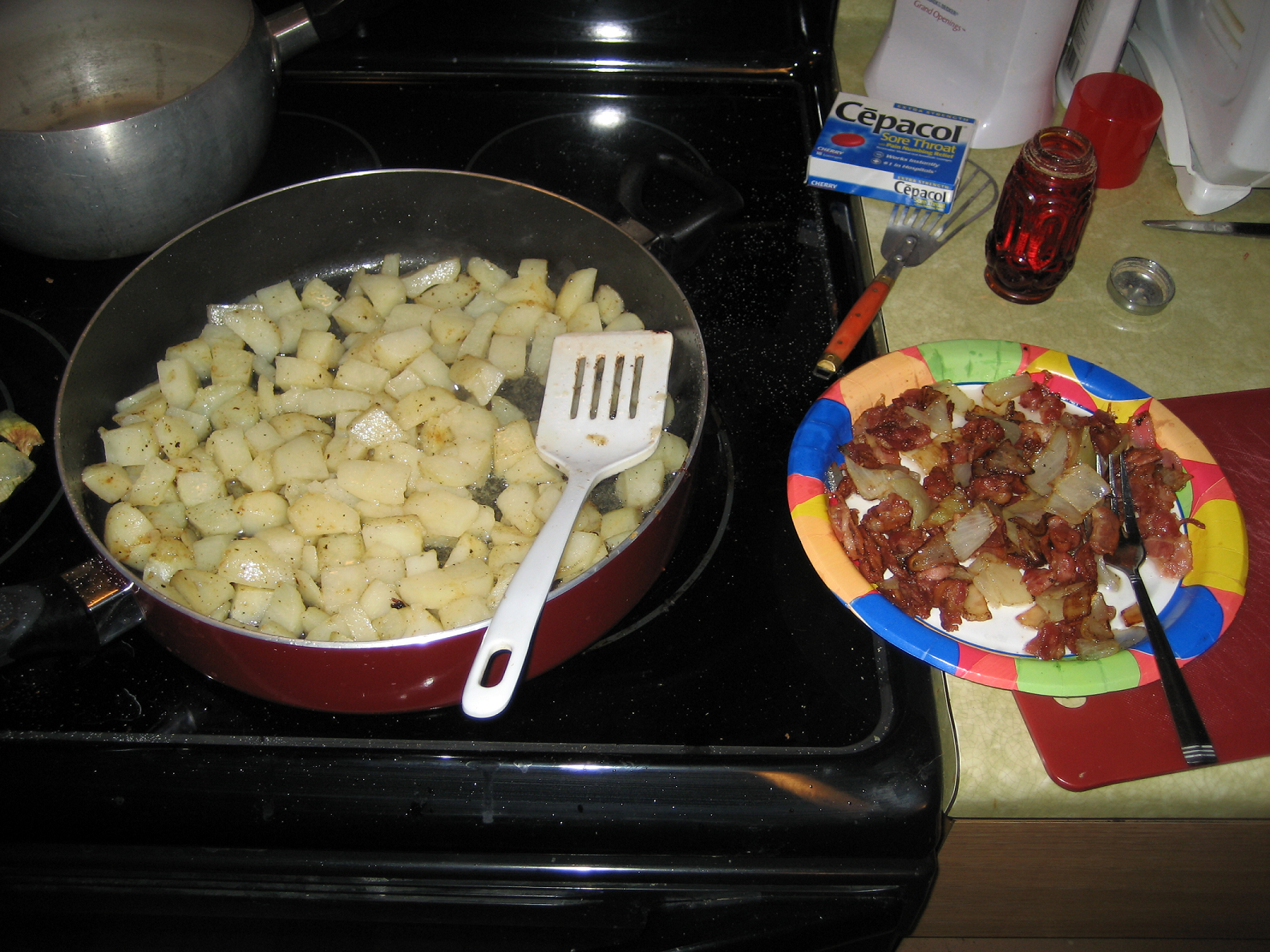
Alimentos salteados.

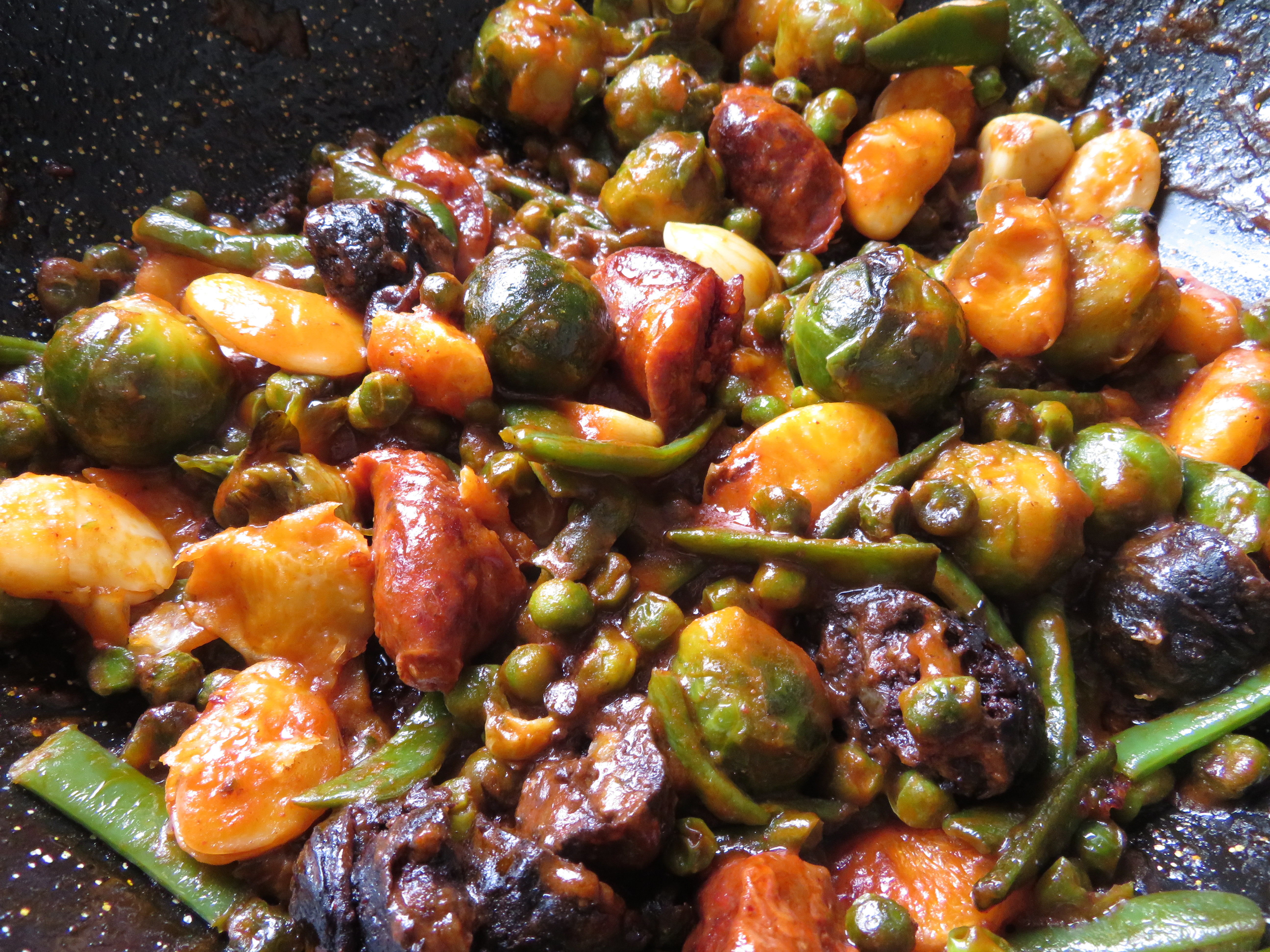
Salteado de verduras y embutidos

El salteado (en francés: sauté) es un método de cocina empleado para cocinar alimentos con una pequeña cantidad de grasa en una sartén y empleando una fuente de calor relativamente alta. Sauter significa ‘saltar’ en francés y con ello se viene a indicar el principal proceso durante el método de cocinado: mantener en movimiento. Es similar al proceso stir fry (salteado en wok) en la cocina china.  En el Perú se dice «saltar», y de ello deriva el nombre de platos como el lomo saltado.
Este proceso se le llama saltear o sofreír y no debe confundirse con la fritura.

## Características
Un alimento salteado se cocina generalmente por un período relativamente corto debido a la alta temperatura que se emplea en su «bronceado», mientras que al mismo tiempo preserva su color, humedad y sabor. Esta técnica es muy común con los cortes más blandos de la carne, como el lomo y el filet mignon. 
La diferencia entre saltear y chamuscar es que en el primer proceso el alimento queda cocinado a fondo, mientras en el segundo el interior queda crudo. 
En cuanto a la grasa utilizada, generalmente se emplea aceite de oliva o mantequilla clarificada, aunque la mayoría de grasas son válidas para el proceso. La mantequilla común es menos adecuada para el salteado, ya que se quema a una menor temperatura debido a la presencia de los residuos sólidos de leche en ella.

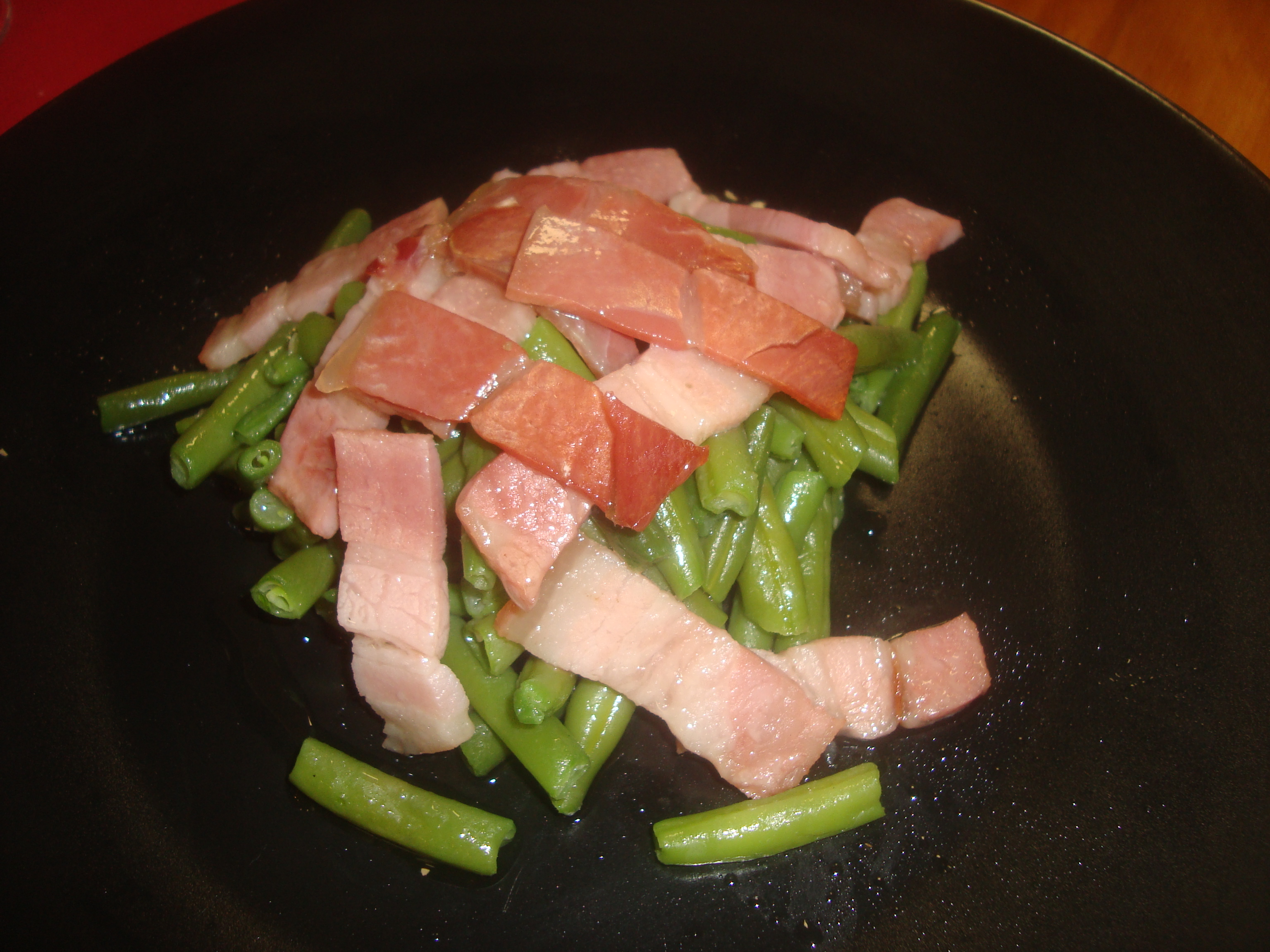
Judías verdes salteadas con beicon.